# Villa Prieger

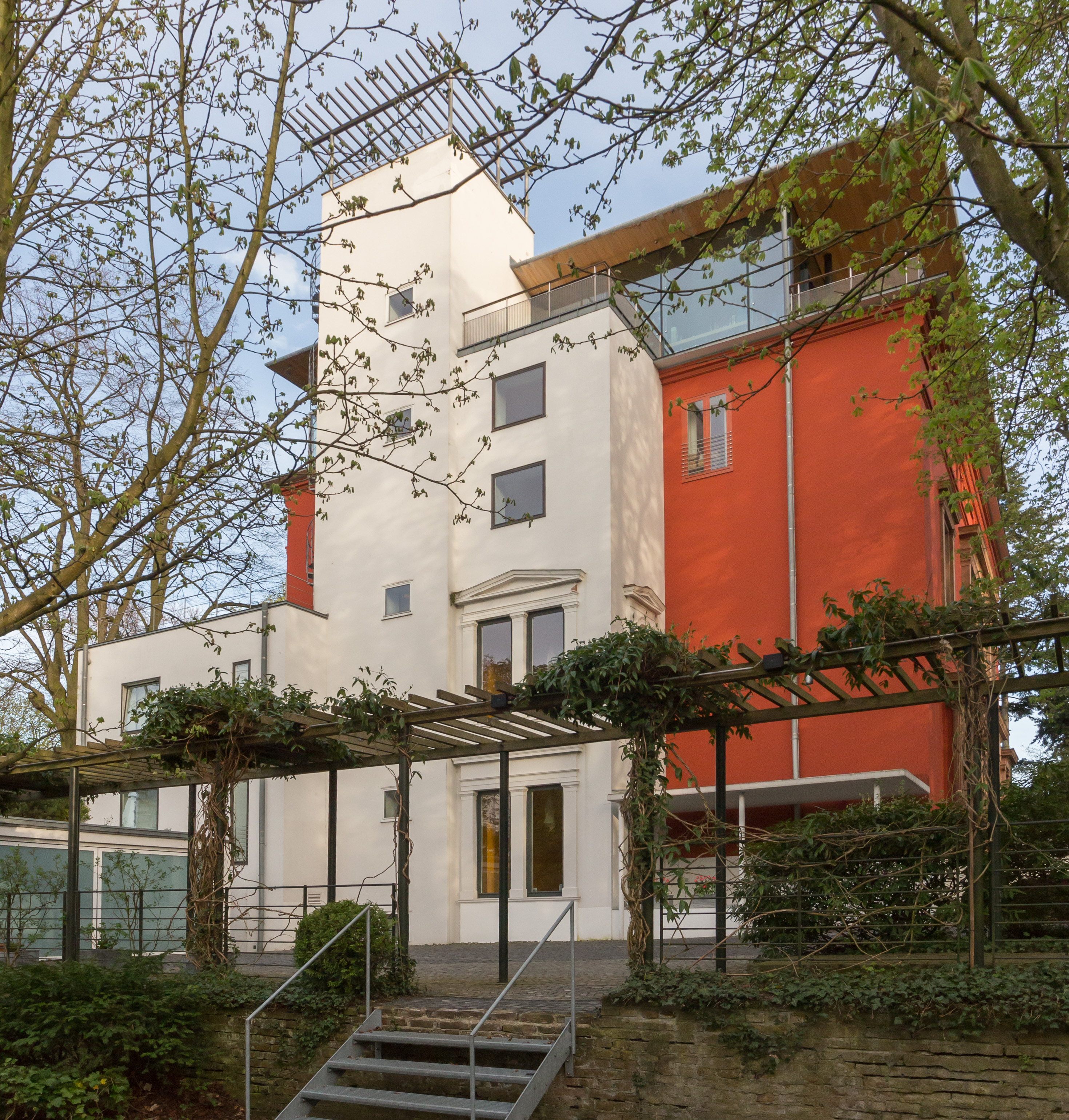
Ansicht aus Nord-Ost (2013)

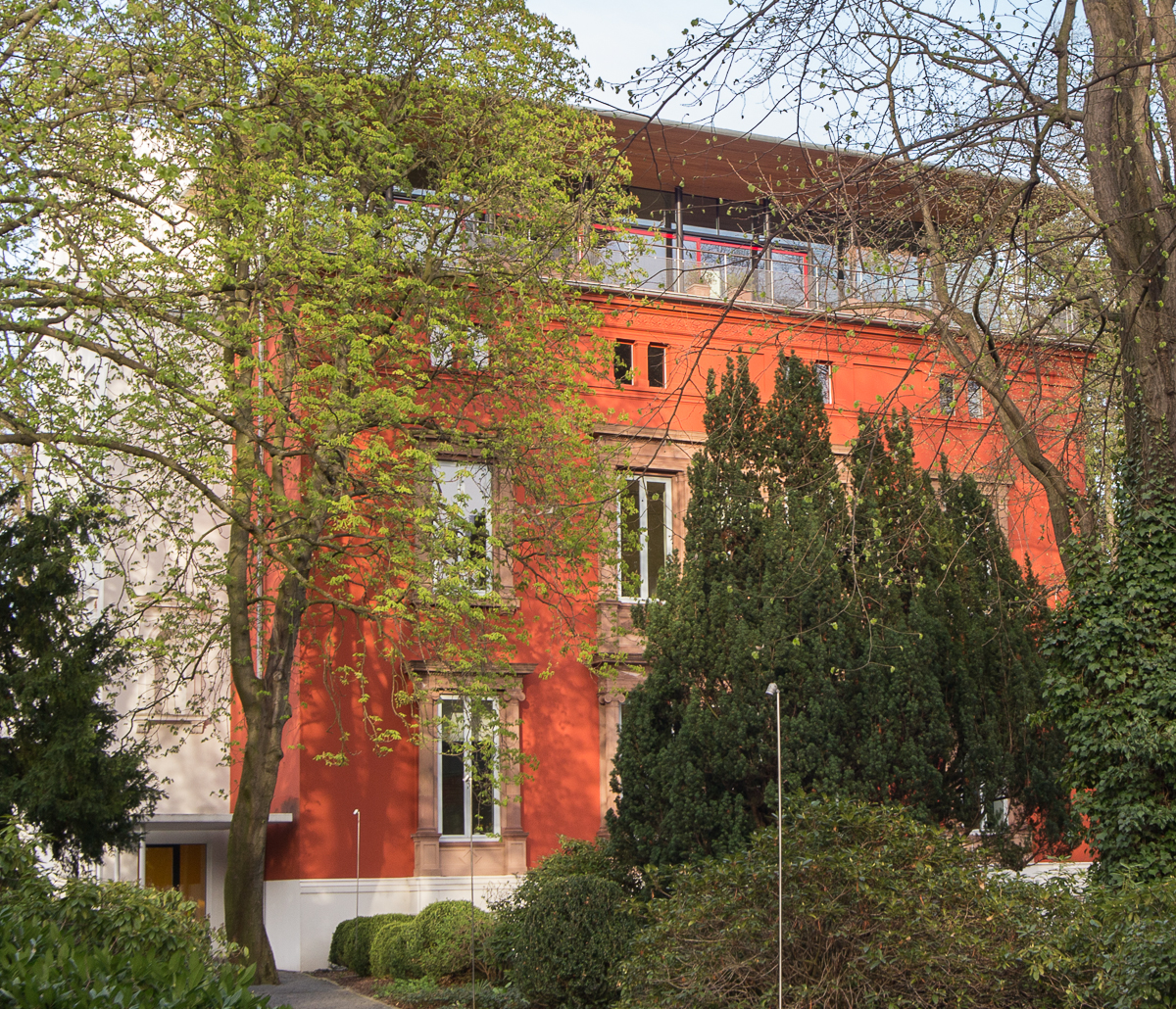
Ansicht aus Süd-West (2013)

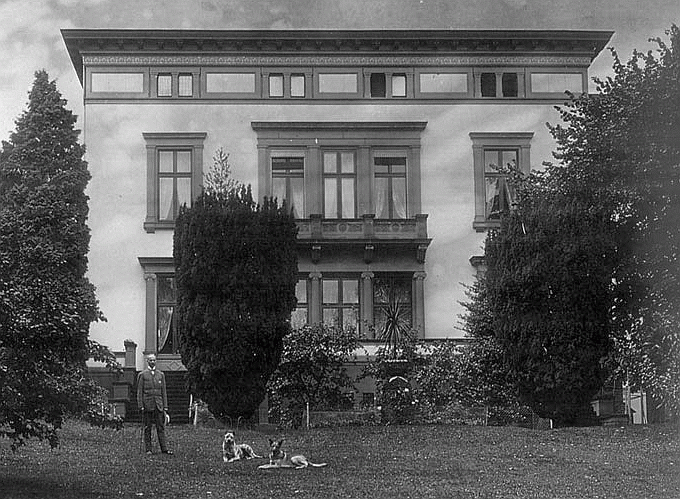
Foto der Villa (Ende 19. Jahrhundert)

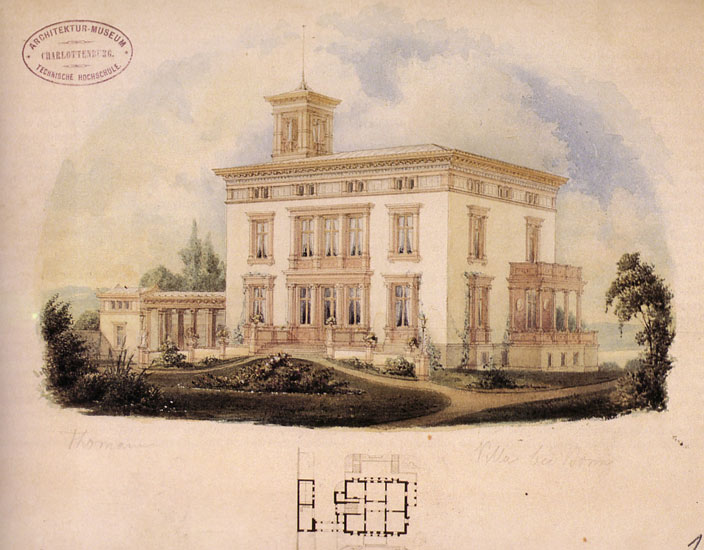
Architektonische Zeichnung aus 1864

Die Villa Prieger ist eine Villa im Bonner Ortsteil Gronau, die von 1864 bis 1866 errichtet wurde. Sie liegt oberhalb des Rheinufers mit der Adresse Raiffeisenstraße 2–4. Die Villa bildet heute das Zentrum der Montag Stiftungen und steht als Baudenkmal unter Denkmalschutz.

## Geschichte
Die Villa entstand von 1864 bis 1866 für den Bauherrn Oskar Prieger (1820–1897), einen Arzt, nach einem Entwurf des Bonner Stadtbaumeisters Paul Richard Thomann. Stilistisch vereint sie Elemente der italienischen Renaissance, des englischen Picturesque und der Antike. Zur Bauzeit verfügte sie über eine von der Koblenzer Straße bis zum Rheinufer reichende Parkanlage und befand sich in einer städtebaulich gleichwertigen Reihe mit den kurz zuvor entstandenen Villen Troost (heute Hammerschmidt) und Loeschigk (heute Palais Schaumburg). In zweiter Generation übernahm Erich Prieger (1849–1913), Musikwissenschaftler und Mitbegründer des Beethoven-Hauses, die Villa und baute sie zu einem Treffpunkt der Musikwelt aus. Einige wertvolle Musikarchivalien lagerten zu dieser Zeit dort.
Die Villa wurde in den folgenden Jahrzehnten durch einige Um- und Anbauten verändert. Nachdem die Aussicht auf das Siebengebirge durch den Bau der Villa Spiritus sowie der dortigen Ufermauer (1895/96) beeinträchtigt worden war, ließ die Familie Prieger 1898 als Ersatz und Sichtschutz am Rheinufer eine zweigeschossige, in den Hang gesetzte Gartenhalle samt Dachterrasse errichten.
Am Ende des Zweiten Weltkriegs wurde die Villa am 18. Oktober 1944 bei dem verheerendsten der Bombenangriffe auf Bonn durch Stabbrandbomben bis auf die Umfassungsmauern sowie die Innenwände des Erdgeschosses zerstört. Nachdem Bonn 1949 Regierungssitz der Bundesrepublik Deutschland wurde, befand sich die Ruine der Villa inmitten des neuen Parlaments- und Regierungsviertel. Ein großer Teil des Grundstücks ging in den Besitz des Deutschen Raiffeisenverbands über, der dort seine Zentrale („Raiffeisenhaus“) errichtete. Eine von Teilen der Familie Prieger beabsichtigte Wiederherstellung der Villa scheiterte. 1951 entstand im rheinseitigen Nordteil des Parkes ein Wohnpavillon, der 1965 nach Süden erweitert wurde. 1976 verkaufte die Familie Prieger die Villa. Der Bund, neuer Eigentümer, beabsichtigte sie als Ersatzliegenschaft zu nutzen. Ein in Erwägung gezogener Abriss für einen Neubau des Bundes verhinderte die Unterschutzstellung des Gebäudes im Jahre 1985. 1989 gab es konkrete Pläne, das Gästehaus des Auswärtigen Amtes in der wiederaufgebauten Villa Prieger einzurichten. Im gleichen Jahr wurde auf der Ruine ein Notdach aufgebaut.
Die Pläne des Bundes wurden aufgegeben, als 1991 der Beschluss zur Verlegung des Regierungssitzes nach Berlin fiel. Die Villa Prieger wurde zum Verkauf angeboten. 1996 erwarb sie der Unternehmer Carl Richard Montag und ließ sie von 1996 bis 1999, mit Ausnahme des Musiksaals unter Erhalt des ursprünglichen Grundrisses und der Raumstrukturen, mit einer deutlich modernisierten Fassade wiederaufbauen. Er richtete dort einen Wohnsitz ein und auch den Sitz der Montag Stiftungen, deren Campus sich auf die umliegenden Gebäude erstreckt.

„Paul Thomanns äußerst gelungenes und sehr individuelles Werk erwächst (…) aus verschiedenen Wurzeln. Sowohl die Idee der antiken Villa als auch die asymmetrische Komposition des englischen Picturesque mit dem Turm der ‚Italian Villa‘ leben weiter. Aber auch die straffe Formgebung seiner Berliner Schulung und Anregungen durch Semper zeigen ihre Wirkung. Daß er dabei etwas völlig eigenes geschaffen hat, steht außer Zweifel.“